# Библиотека герцога Хамфри

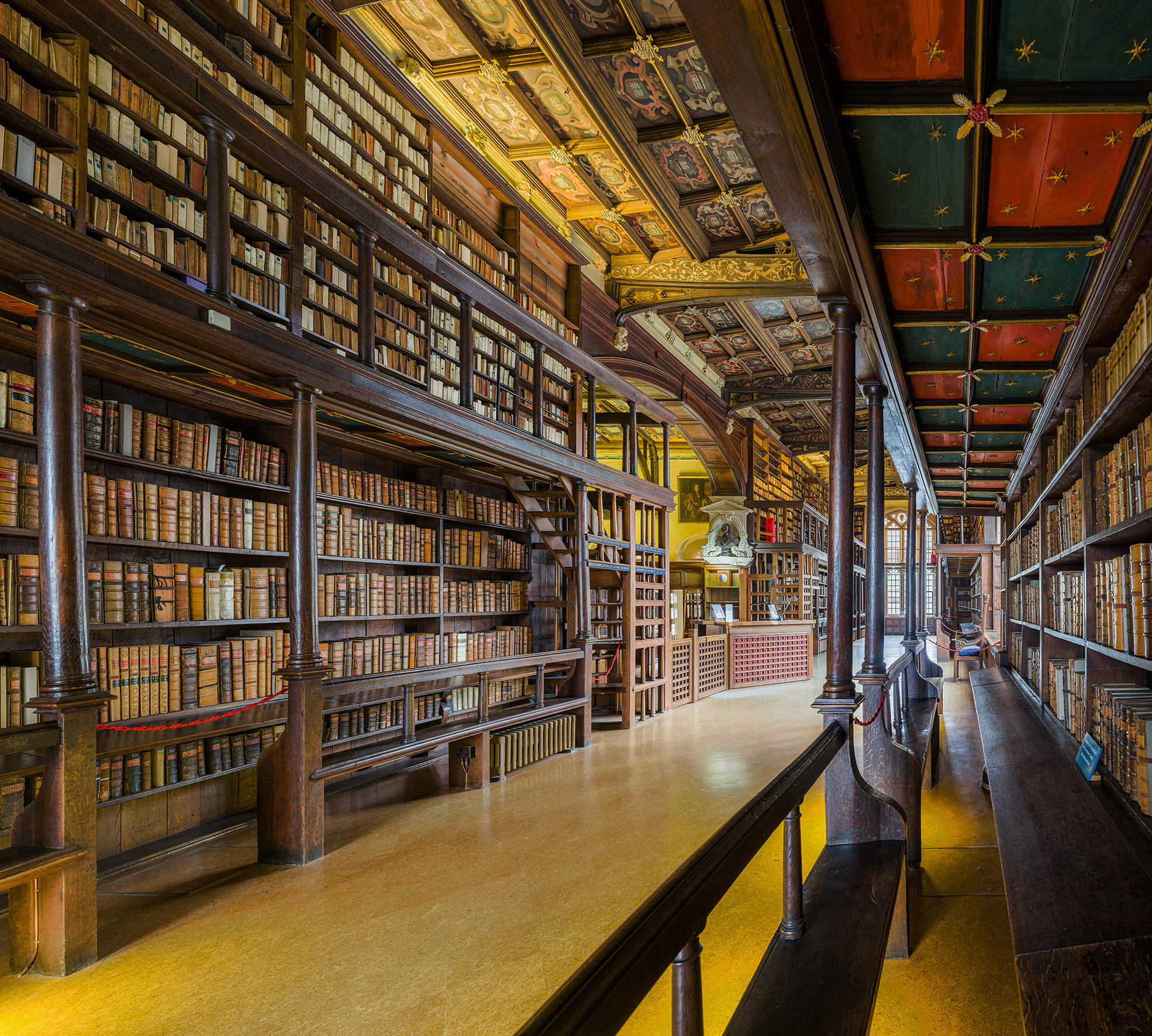
Интерьер библиотеки

Библиотека герцога Хамфри (англ. Duke Humfrey's Library) — старейший читальный зал Бодлианской библиотеки Оксфордского университета. До 2015 года он функционировал как читальный зал для записей музыки, карт и редких книг, напечатанных до 1641 года; после открытия Библиотеки Уэстона стал дополнительным читальным залом Бодлианской библиотеки, поскольку в библиотеке Уэстона есть свой читальный зал для специальных коллекций. Состоит из оригинальной средневековой части (1487 г.), Конца Искусств (1912 г.) и Конца Селдена (1637). Здесь хранятся коллекции карт, музыки, западных рукописей, а также материалов по теологии и искусству. Является главным читальным залом для исследователей кодикологии, библиографии и краеведения. Также здесь находятся архивы университета и архив консервативной партии.
Библиотека находится на втором этаже и имеет H-образную форму. Конец Искусств находится над Просхолиумом, и примыкает к двум углам четырёхугольной Старой школы. Средневековая часть находится над Школой богословия, а Конц Селдена (названный в честь Джона Селдена) — над Домом созыва. Изображение средневекового части библиотеки, со Школой богословия, расположенной под ней, используется в качестве эмблемы Бодлианской библиотеки.
Библиотека герцога Хамфри показана как библиотека Хогвартса в фильмах о Гарри Поттере.

## История

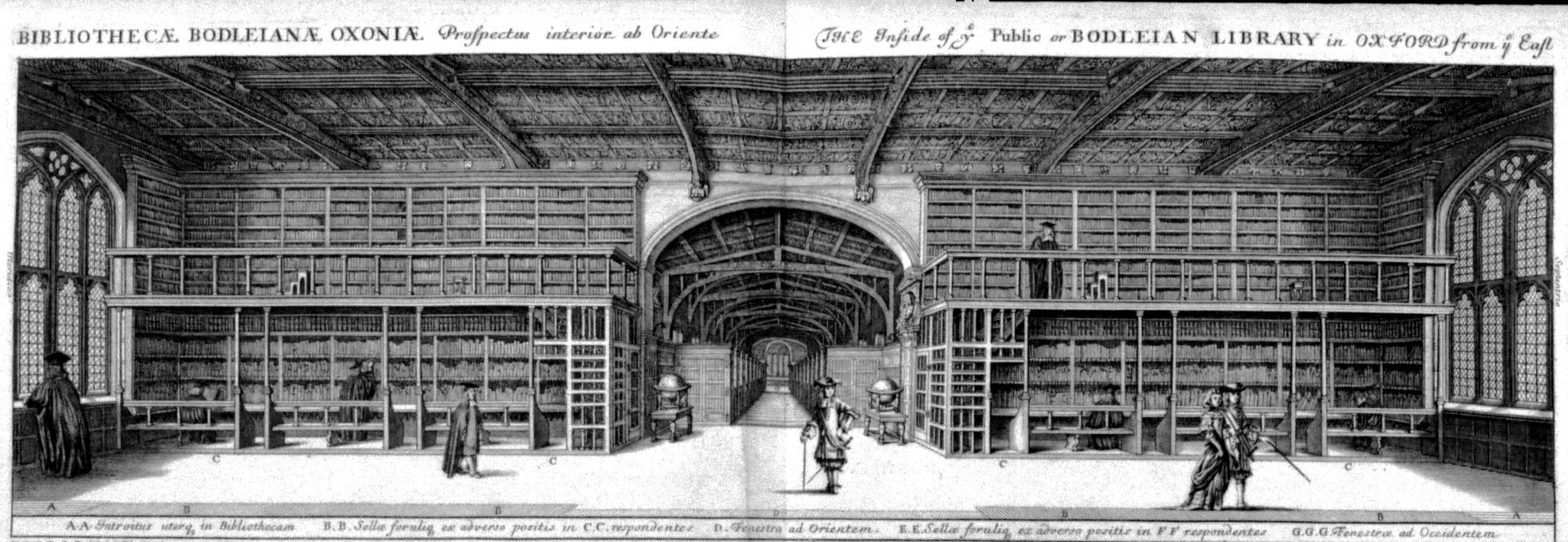
Изображение Конца Искусств библиотеки Герцога Хамфри

Библиотека герцога Хамфри названа в честь Хамфри Ланкастерского, 1-го герцога Глостерского, младшего сына короля Англии Генриха IV. Он был знатоком литературы и заказывал переводы классических произведений с греческого языка на латынь. Перед своей смертью в 1447 году он завещал свою коллекцию из 281 книги Оксфордскому университету. В то время это считалось невероятно щедрым пожертвованием, а в самом университете было только двадцать книг. Все предметы в то время преподавались посредством устных лекций; книги были рукописными и были доступны только богатым. В 1450—1480 годах, чтобы разместить коллекцию книг, Оксфордский университет надстроил для Библиотеки герцога Хамфри второй этаж у Школы богословия. В 1550 году, во время Реформации, королевские комиссары, стремясь уничтожить пережитки католичества в стране, разграбили библиотеку. Книги, по всей вероятности, были сожжены, а в 1556 году, университет вывез из помещения библиотеки мебель. Сейчас в библиотеке сохранились только три книги, принадлежавшие некогда герцогу Хамфри.
Библиотека была восстановлена и переоборудована в 1598 году сэром Томасом Бодли, в 1610—1612 годах было пристроено Восточное крыло (ныне Конец Искусств), а через двадцать лет — Западное крыло (ныне Конец Селдона). Книги в самой старой части размещены в дубовых книжных шкафах, расположенных с двух сторон, под прямым углом к стенам, и имеющим встроенные столы для читателей. Потолок состоит из панелей с изображениями герба университета.

Интерьеры Библиотеки герцога Хамфри
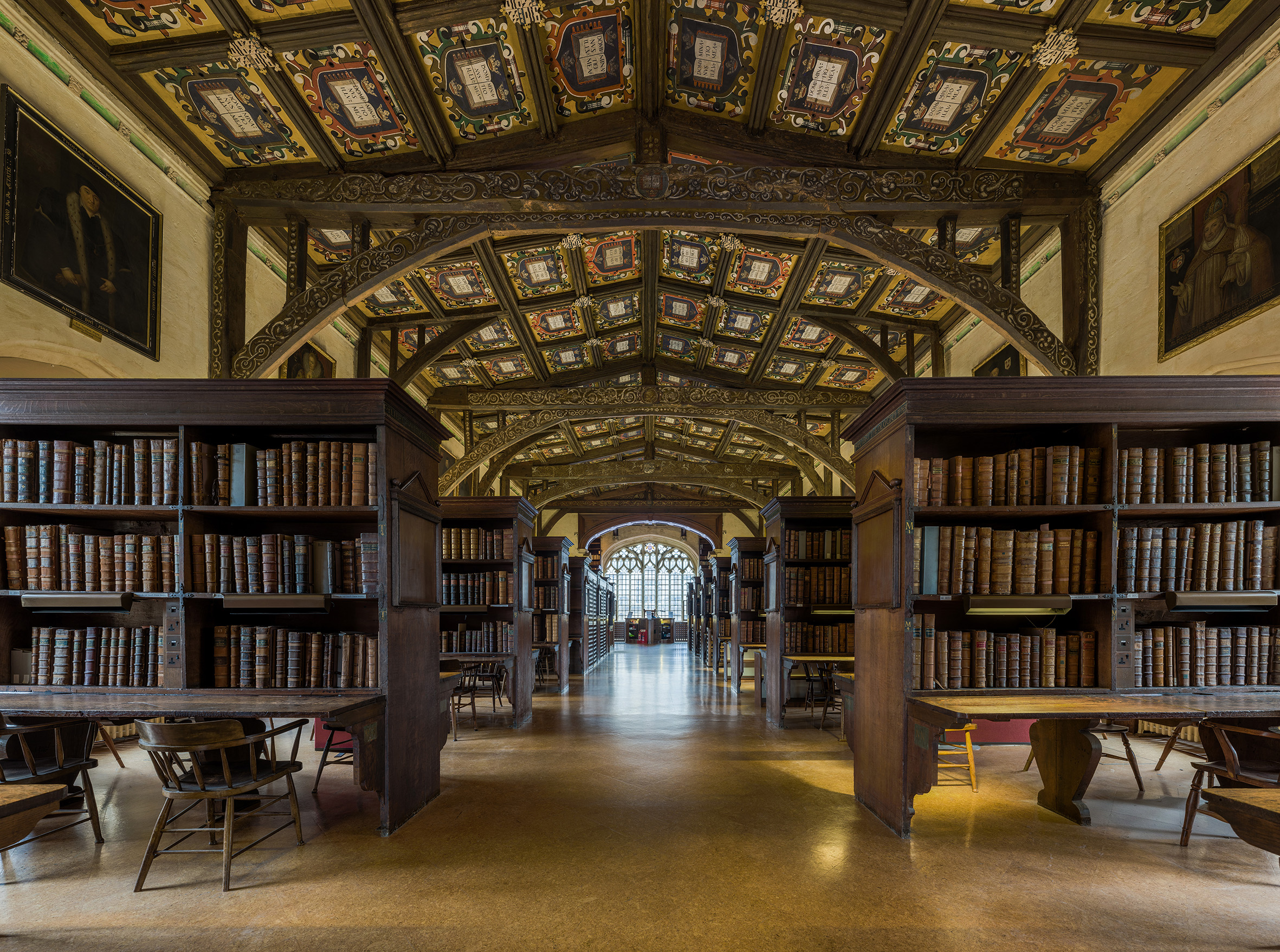
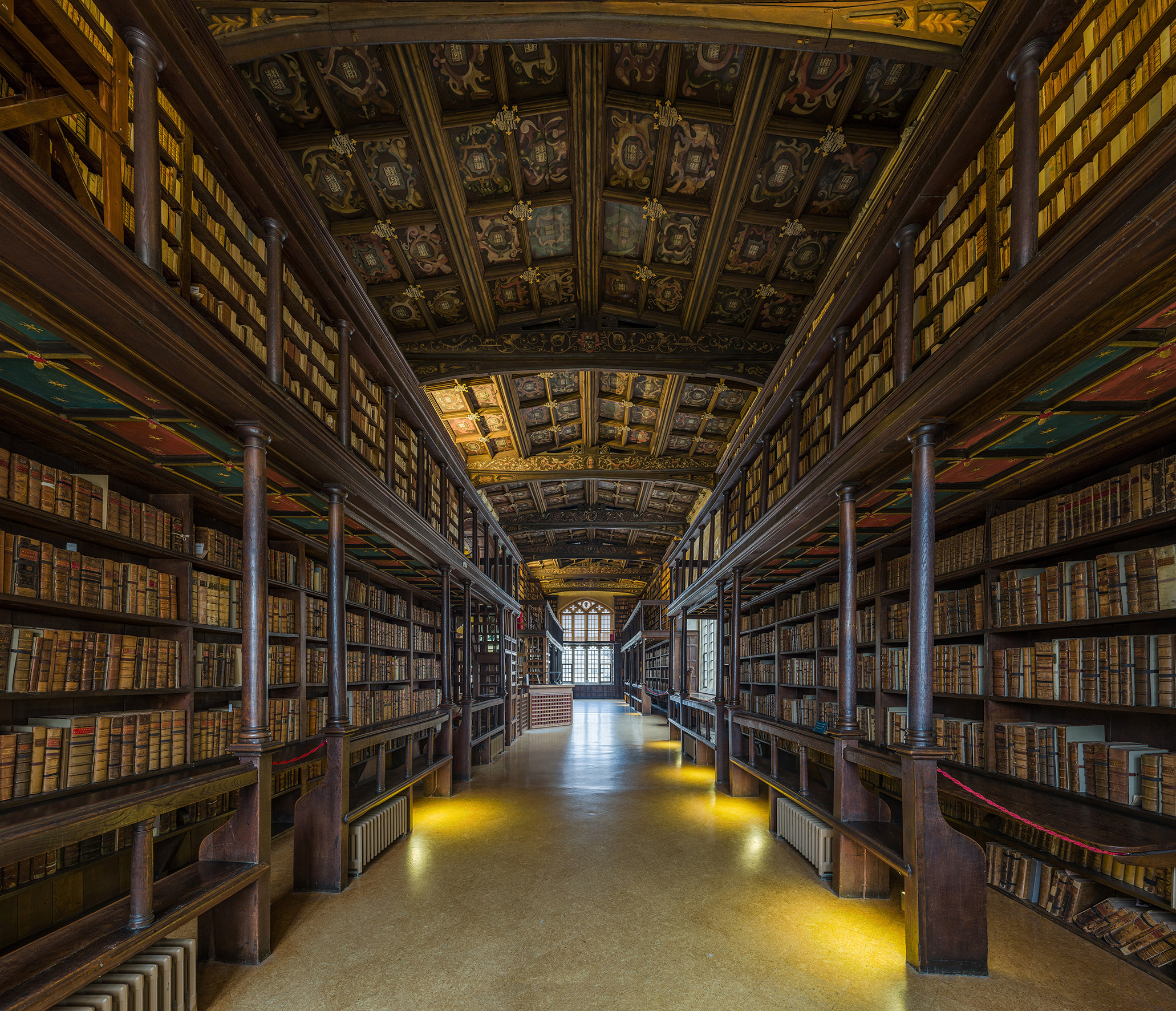
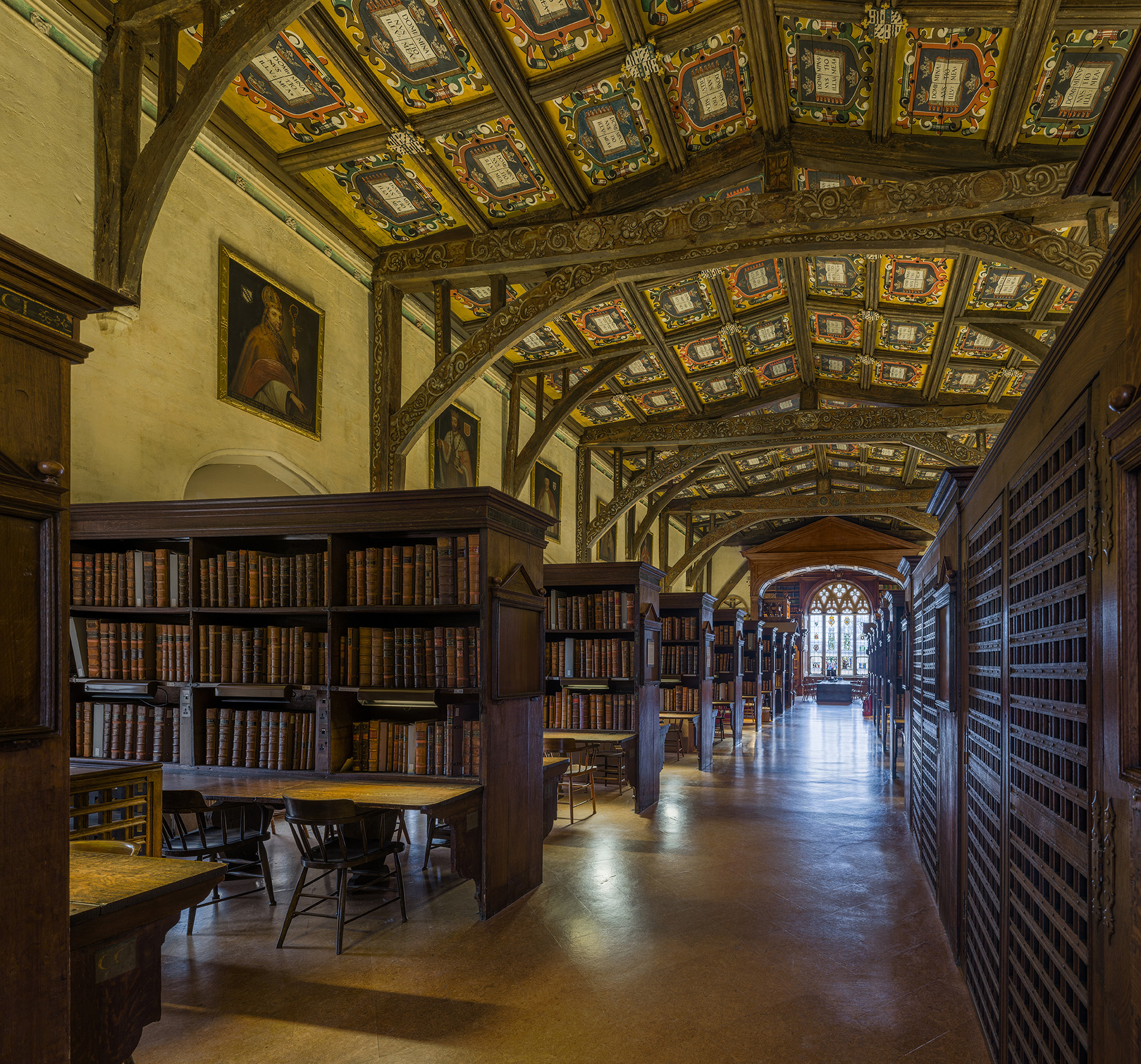
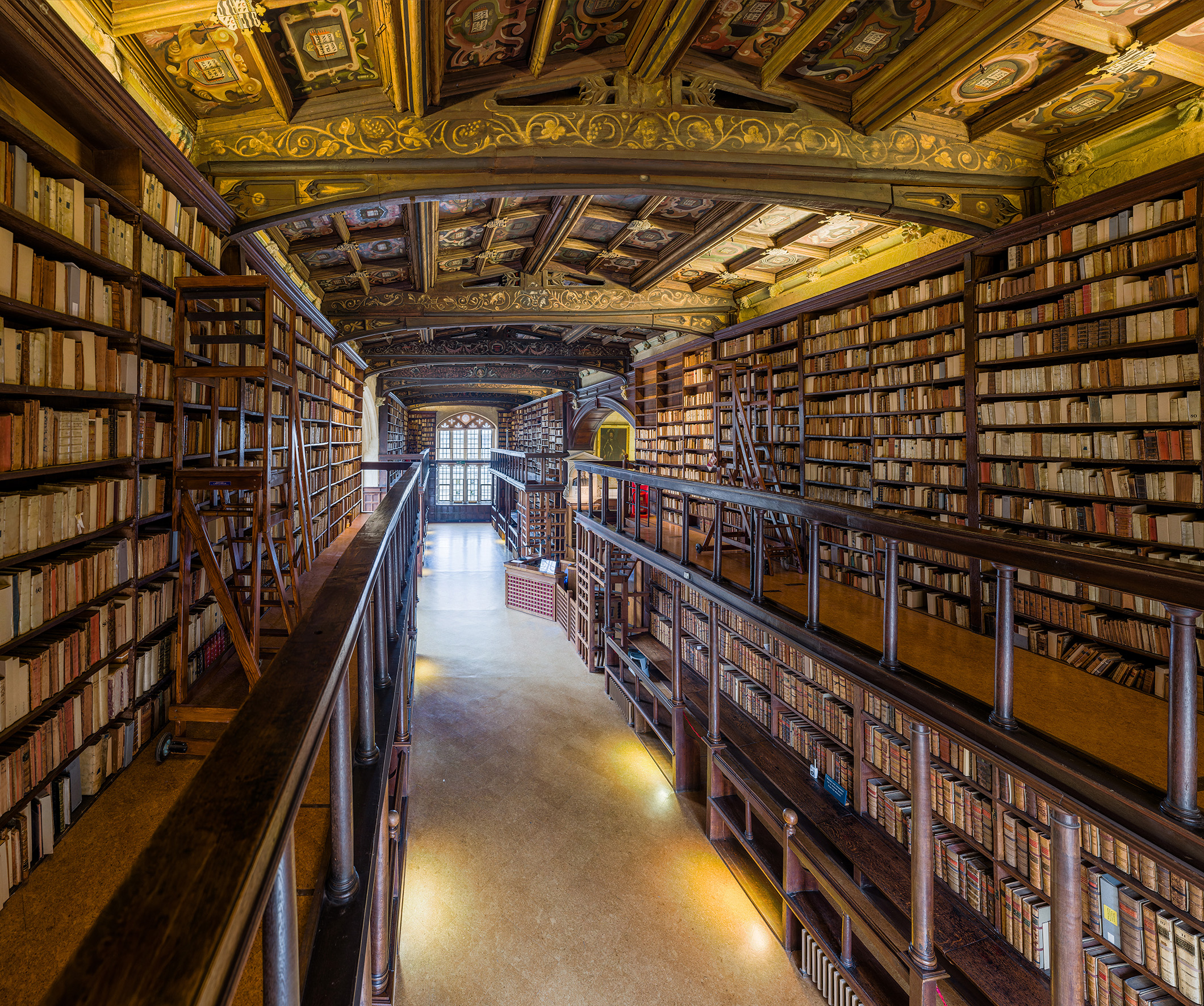